# Sometimes I Forget
"Sometimes I Forget" – singel szwedzkiej piosenkarki pop Agnes, pochodzący z jej trzeciego albumu, Dance Love Pop. Twórcami tekstu są Anders Hansson, S.Diamond i Agnes. Singel został wydany jako trzeci we Francji, czwarty we Włoszech i piąty w Szwecji.

## Informacje
Utwór umieszczony jest na albumie artystki Dance Love Pop. Po wydaniu międzynarodowego singla I Need You Now, francuska wytwórnia Sony Music postanowiła wydać inną ścieżkę - właśnie Sometimes I Forget. Singel ten poprzedają Release Me i On and On. Sometimes I Forget zostało ponownie nagrane w styczniu 2010 roku.
Do tej pory singel został sprzedany we Francji w nakładzie 160,00 sprzedanych egzemplarzy.

## Historia wydania
| Kraj    | Data           | Format                    | Wytwórnia      |
| ------- | -------------- | ------------------------- | -------------- |
| Francja | 17 lutego 2010 | Airplay                   | Sony Music     |
| Francja | 15 marca 2010  | Digital download          | Sony Music     |
| Włochy  | 7 maja 2010    | Digital download          | Planet Records |
| Szwecja | 2010           | Airplay, Digital Download | Roxy           |

## Lista utworów
Promo CD 
(Wydany: 17 lutego 2010) (Wytwórnia:Sony/M6/Roxy)
1. "Sometimes I Forget" [French Radio Edit] – 3:42
2. "Sometimes I Forget" [UK Radio Edit]
3. "Sometimes I Forget" [2FrenchGuys Mix French] – 3:20
4. "Sometimes I Forget" [2FrenchGuys Mix UK]

Digital download 
(Wydany:7 maja 2010) (Wytwórnia:Planet)
1. "Sometimes I Forget" [Radio Edit] – 3:36
2. "Sometimes I Forget" [The Gorque Remix] – 3:53
3. "Sometimes I Forget" [Wersja albumowa] – 4:13

## Pozycje na listach
| Kraj (lista)               | Najwyższa pozycja |
| -------------------------- | ----------------- |
| Francja (TV Airplay Chart) | 10                |